# チョン・ヨル
チョン・ヨル（朝: 정욜、1978年10月19日 - ）は、大韓民国の人権活動家、市民運動家、LGBT活動家である。1997年9月に創設された同性愛者人権連帯の創設会員の一人であり、2002年から2012年まで同性愛者人権連帯の代表を務めていた。パン屋で7年間勤務してのち同性愛者人権連帯の常勤職員になり、同性愛者の人権運動とAIDS患者の人権運動などを主管した。本名はチョン・ミンソクである。
韓国軍服務中に自身が同性愛者だという事実が知られ、その際精神病院へ送られる危機にあった。 2003年2月からはグァク・イギョン、ジャン・ビョングォンと共に女性部と青少年保護委員会の同性愛有害単語指定に反対する運動をした。2006年からは韓国軍内の同性愛者への権利侵害と同性愛者虐待反対及び同性愛者軍人の相談運動などを推進した。